# Joanna Lutz
Joanna Lutz (conocida como Jo Lutz; Perth, 3 de agosto de 1980) es una deportista australiana que compitió en remo. Ganó cinco medallas en el Campeonato Mundial de Remo entre los años 2001 y 2006.

## Palmarés internacional
| Campeonato Mundial | Campeonato Mundial | Campeonato Mundial | Campeonato Mundial |
| Año                | Lugar              | Medalla            | Prueba             |
| ------------------ | ------------------ | ------------------ | ------------------ |
| 2001               | Lucerna (Suiza)    | Medalla de oro     | Cuatro sin timonel |
| 2001               | Lucerna (Suiza)    | Medalla de oro     | Ocho con timonel   |
| 2002               | Sevilla (España)   | Medalla de plata   | Ocho con timonel   |
| 2006               | Eton (Reino Unido) | Medalla de oro     | Cuatro sin timonel |
| 2006               | Eton (Reino Unido) | Medalla de bronce  | Ocho con timonel   |